# 15702 Olegkotov
15702 Olegkotov (tên chỉ định: 1987 RN3) là một tiểu hành tinh vành đai chính. Nó được phát hiện bởi Lyudmila Chernykh ở Đài vật lý thiên văn Crimean gần Nauchnyj, Ukraine, ngày 2 tháng 9 năm 1987. Nó được đặt theo tên Oleg Kotov, a Russian cosmonaut và physician.